# Плиска мадагаскарська
Плиска мадагаскарська (Motacilla flaviventris) — вид горобцеподібних птахів родини плискових (Motacillidae).

## Поширення
Ендемік Мадагаскару. Є звичайним гніздовим птахом майже всюди на острові. Найбільша щільність популяція сягає на сході та в центральній частині острова, тоді як вид менш численний на півночі та заході, а на півдні вид має фрагментарний ареал. Мешкає у різноманітних відкритих місцевостях неподалік водойм.

## Опис
Це велика, елегантна і струнка плиска, яка має сірий верх, білу грудку та жовтий живіт. На грудях є чорна смуга, а довгий хвіст має темний центр і білі зовнішні пера. Є коротка біла надбрівна смужка. Довжина тіла 19 см (7,5 дюйма). 